# 亚磷酸三甲酯
亚磷酸三甲酯是一种亚磷酸酯，化学式 P(OCH3)3，简称 P(OMe)3。它是一种有强烈辛辣味的无色液体。它在有机金属化学可作为配体，也是有机合成的试剂。这个分子由中心磷(III)和三个甲氧基组成。

## 制备和反应
亚磷酸三甲酯可以由三氯化磷和甲醇反应而成。
PCl3 + 3 CH3OH → P(OCH3)3 + 3 HCl
亚磷酸三甲酯易被氧化成磷酸三甲酯。
在米歇尔–阿尔布佐夫反应中，亚磷酸三甲酯在催化量的碘甲烷下异构化成甲基膦酸二甲酯：
P(OCH3)3 → CH3P(O)(OCH3)2
亚磷酸三甲酯在有机合成中用作脱硫剂，可制备四硫富瓦烯的衍生物。